# Agapanthiola leucaspis
Agapanthiola leucaspis es una especie de escarabajo del género Agapanthiola, de la familia Cerambycidae.

## Distribución
Agapanthiola leucaspis se distribuye por Europa Oriental, Asia del Norte, Asia Central, el Cáucaso, Austria, Turquía e Irán.

## Taxonomía
Fue descrita científicamente por Steven en 1817.

### Tratamiento taxonómico
La especie aparece registrada y publicada en Agapanthiola leucaspis (Steven, 1817).

## Sinónimos
Los sinónimos del nombre de esta especie son:
- Saperda leucaspis Steven, 1817
- Saperda cyanella Dalman, 1817
- Agapanthia euterpe Ganglbauer, 1900